# James Hetfield
James Alan Hetfield (Downey, Kalifornija, 3. kolovoza 1963.),  pjevač i gitarist američkog thrash metal sastava Metallica.

## Život prije Metallice
James je proveo djetinjstvo s roditeljima Virgilom i Cynthiom, polubraćom iz majčina prvog braka: Davidom i Chrisom koji su bili dvanaest i jedanaest godina stariji od njega te mlađom sestrom Deannom. Interes za glazbu pokazao je još kao dvogodišnjak. S devet godina majka ga upisuje na satove klavira koje je mrzio, pogotovo mrsko mu je bilo pjevanje koje mu je kako kaže odredilo daljnju karijeru razvivši mu sluh. Prvo upuštanje u rock glazbu bilo je u dvanaestoj godini kada je James isprva potajno počeo svirati bubnjeve njegova brata Davida. Prvi glazbeni pokušaji bili su u Davidovom sastavu u kojem je svirao bubnjeve, ali s četrnaest godina odlučuje se za gitaru koju je također svirao njegov brat Chris. 1976. njegovi roditelji se razvode. James ostaje s majkom, sestrom i polubratom Davidom, dok Chris bježi od kuće tijekom svađe s Jamesovim ocem. James, čiji odnos s ocem nikada nije bio dobar počinje se sve više udaljavati od njega. Sljedeće godine upisao je srednju školu gdje je upoznao Davea Marrsa i Rona McGovneyja (koji je svirao bas u prvoj postavi Metallice), s kojima dijeli ljubav prema rocku i metalu.
Godine 1980. Hetfield je osnovao svoj prvi sastav Obsession u kojem su svirali njegovi prijatelji Ron i Rich Veloz, te Jim Arnold. McGovney je bio njihov tehničar. Sastav se uskoro raspao a Hetfield, Jim Arnold i Chris Arnold osnovali su drugi pod imenom Syrinx.
Hetfield uskoro napušta i taj sastav, a nedugo nakon toga njegova majka umire od raka. Tada se šesnaestogodišnji James, zajedno sa sestrom seli k bratu Davidu. Nakon što James i Deanna postanu prevelik teret za Davida, David odlučuje poslati Jamesa ocu. James, koji je do tog razdoblja razvio izrazitu mržnju prema ocu odbija i ostaje s Davidom i njegovom ženom, dok Deanna odlazi k ocu. U novoj školi i okolini, Hetfield osniva novu skupinu Phantom Lord, u kojoj Ron prvi put svira bas gitaru, no sastav su uskoro preimenovali u Leather Charm i bio je više pod utjecajem glam rocka nego heavy metala. 
James postaje predvodnik sastava i tada nastaje prva autorska pjesma Hit The Lights koja je kasnije uvrštena u repertoar Metallice.

## Metallica

### 1981. – 1983.
1981. godine, James upoznaje još jednog strastvenog ljubitelja metala po imenu Lars Ulrich s kojim nedugo nakon toga osniva sastav Metallica. Njihov prvi susret nije bio toliko uspješan. James je smatrao da Lars ne zna svirati bubnjeve, barem ne onoliko koliko bi bubnjar metal sastava trebao. Nakon par mjeseci, Lars zove Jamesa kako bi snimili pjesmu za kompilacijski album "Metal Massacre". Njihova pjesma koja se našla na tom albumu bila je ujedno i prva pjesma Metallice - Hit the Lights. Original je sadržavao Larsa na bubnjevima i Jamesa na solo, ritam i bass gitari, te vokalima, iako je pjesma korištena na kompilaciji sadržavala Larsa na bubnjevima, Lloyda Granta na solo gitari, Jamesa na vokalu, ritam gitari i Rona na bas-gitari.  
Prvi basist sastava bio je Ron McGovney koji sastav napušta 1982. kada ga zamjenjuje Cliff Burton.
Nakon prvog demosingla Hit the Lights, sastav ulazi solo gitarist Dave Mustaine kojega je sastav našao preko oglasa u novinama i basist Cliff Burton kojega su James i Lars uočili na jednoj svirci njegova dotadašnjeg sastava Trauma. Mustaine je iz sastava izbačen 1983. godine, kada sastav odlazi u New York snimiti svoj prvi album Kill 'Em All. Izbačen je zbog nasilnog ponašanja i nadmetanja s ostalim članovima sastava. Sastav Daveu kupuje kartu busom za povratak kući, a u sastav dolazi bivši gitarist sastava Exodus, Kirk Hammett.

### Kill 'Em All
Kill 'Em All naziv je prvog studijskog albuma Metallice izdanog 1983. Tadašnju postavu čine Hetfield (vokal/ritam gitara), Ulrich (bubnjevi/udaraljke), Burton (bas-gitara) i Hammett (solo gitara). Na albumu se nalazi pjesma Motorbreath, jedina pjesma u cijeloj karijeri Metallice koju je napisao sam Hetfield.

### Ride The Lightning
Ride the Lightning. Drugi studijski album Metallice, izdan 1984. Album je snimljen u Kopenhagenu u Danskoj. Na tom se albumu nalazi njihova prva "laganija" pjesma; Fade to Black koju James kasnije, u više navrata naziva svojom najdražom pjesmom. Tu se isto tako nalazi i pjesma Escape, koju Hetfield nije htio na albumu. Prema njegovim riječima, pjesma je prekomercijalna. Escape nikada nije odsviran na koncertu.

### Master of Puppets
Master of Puppets je treći album Metallice izdan 1986. Album na kojemu se, prema mnogima, najjasnije vidi Hetfieldova genijalnost u kompoziciji instrumenata i talent u smišljanju i sviranju riffova. Na uvodu pjesme Battery Hetfield svira četiri gitare, isti uvod nikada nije odsviran uživo, nego pjesma uvijek počinje uz snimku istih gitara. 
Iste te godine, 1986., šest mjeseci nakon što je album izdan u autobusnoj nesreći pogiba Cliff Burton, Hetfieldov najbolji prijatelj i basist Metallice. Nakon tragične smrti najboljeg prijatelja i basista sastava, Hetfield sve više pada pod utjecaj alkohola, a odnosi u sastavu postaju lošiji.